# Gubacs (városrész)
Gubacs Budapest egyik városrésze a XX. kerületben.

## Fekvése
Határai: Kén utcai vasúti átjárót a Duna folyammal összekötő út a Dunától – Helsinki út – Meddőhányó utca – Kajak dűlő – Bolgárföld dűlő – Soroksári-Duna-ág. A Gubacsi híd itt, a városrész északnyugati peremén található.
Déli irányból vasúton a leggyorsabb megközelítési mód a H6-os HÉV, valamint a Budapest–Kunszentmiklós-Tass–Kelebia-vasútvonal.

## Története
A mai Gubacs városrész területe korábban Erzsébetfalva részét képezte. A második világháború előtt a Drasche Téglagyár helyezkedett el a mai városrész területén, ennek ma számos helységnév állít emléket (lásd Téglagyár tér, Téglaégető utca, Teremszeg utca, Tergenye utca).  
1953 és 1957 között épült fel több ütemben a hídtól délre a Gubacsi-lakótelep, melynek emeletes lakóházai szocreál stílusban készültek el. 

## Fontosabb látnivalók

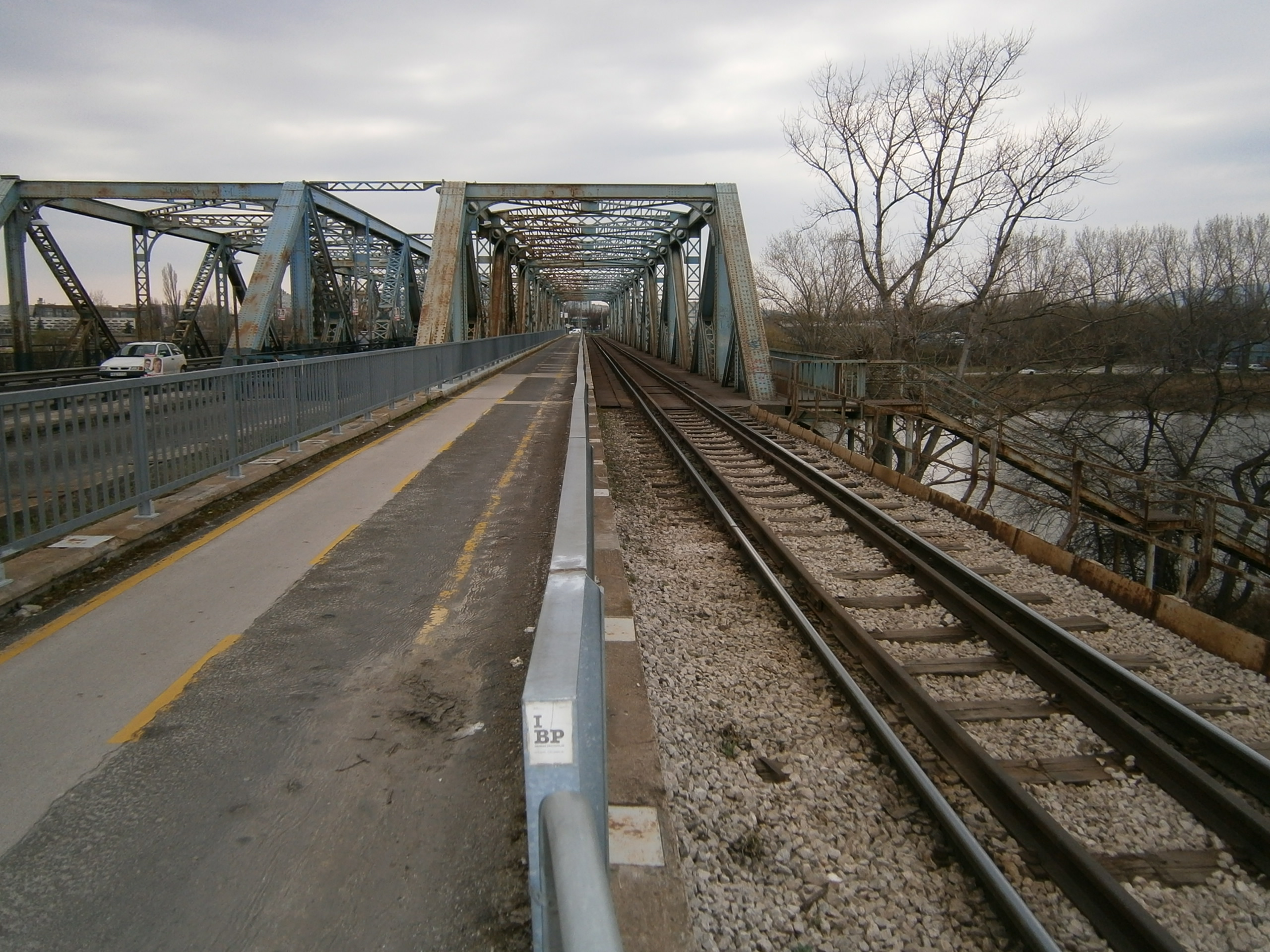
A Gubacsi híd a városrész egyik nevezetessége

A városrész egyik legismertebb nevezetessége a csepeli átjáró mellett található a sós-jódos melegvízű gyógy- és strandfürdő, amely Magyarországon egyedülálló. Két kútja közül az egyik 644 méter mélyről 43&nbsp;°C-os termálvizet ad, a másik kút sós-jódos vize 112 méter mélyről jön és 15&nbsp;°C meleg. A gyógyfürdő mellé egy strandot is építettek a nyáron felüdülésre vágyók részére. Gazdasági okok miatt a strand 2001-től, a gyógyfürdő 2005-től zárva volt, teljes körű felújításukat követően 2018. december 17-én nyitották meg részlegesen, majd 2019. július 10-én teljesen a látogatók számára. A fürdőtől délre, a vízparton húzódik a csónakházak sora, amely a helyi vízi sportélet központja. Itt több sportegyesület is megtalálható.
A városrészben található ezen kívül még a Gubacsi híd, a kerület Duna-parti sétánya, Pesterzsébet vasútállomás valamint számos helyi étterem. 